# Filip Jazvić
Filip Jazvić (* 22. Oktober 1990 in Bugojno, SFR Jugoslawien, heute Bosnien und Herzegowina) ist ein kroatischer Fußballspieler.

## Karriere
Jazvić begann seine Karriere beim HNK Dinara Knin. Im September 2005 wechselte er in die Jugend des NK Hrvatski dragovoljac. Im Januar 2009 wurde er an Drittligisten NK Rudeš verliehen, mit dem er am Ende der Saison 2008/09 in die 2. HNL aufstieg. Zur Saison 2009/10 wurde er an den NK Vrapče Zagreb verliehen. In der Winterpause wurde er an den HNŠK Moslavina Kutina weiterverliehen.
Nach dem Ende der Leihe kehrte er zu Hrvatski dragovoljac zurück. Im Juli 2010 debütierte er in der 1. HNL, als er am ersten Spieltag der Saison 2010/11 gegen Dinamo Zagreb in der Startelf stand und in der 80. Minute durch Marin Žugaj ersetzt wurde. Im April 2011 erzielte er bei einem 2:2-Remis gegen den HNK Šibenik sein erstes Tor in der höchsten kroatischen Spielklasse. Zu Saisonende stieg er mit seinem Verein als Tabellenletzter in die 2. HNL ab. In jener Saison absolvierte er 24 Spiele, in denen er zwei Tore erzielte.
Nach dem Abstieg wechselte er zur Saison 2011/12 zum Erstligisten NK Istra 1961. Nach elf Einsätzen für Istra schloss er sich in der Winterpause dem Ligakonkurrenten Inter Zaprešić an. Für Zaprešić absolvierte er bis Saisonende acht Spiele in der 1. HNL. Zur Saison 2012/13 kehrte er zum Zweitligisten NK Hrvatski dragovoljac zurück. Für den Hauptstadtklub absolvierte er in jener Spielzeit 19 Spiele in der 2. HNL, in denen er drei Tore erzielte. Zu Saisonende konnte er mit dem Verein wieder in die 1. HNL aufsteigen. In der Saison nach der Erstligarückkehr kam er zu 24 Einsätzen, in denen er fünf Tore erzielte. Nach einer Saison in der höchsten Spielklasse stieg er mit Hrvatski dragovoljac jedoch wieder in die 2. HNL ab.
Daraufhin wechselte Jazvić zur Saison 2014/15 nach Rumänien zum Erstligisten CFR Cluj. Für Cluj kam er in jener Spielzeit zu 18 Einsätzen in der Liga 1, in denen er zwei Tore erzielte. Zur Saison 2015/16 schloss er sich dem Ligakonkurrenten ASA Târgu Mureș an. Für Târgu Mureș kam er zu 26 Einsätzen in der höchsten rumänischen Spielklasse, in denen er fünf Tore erzielte. Zur Saison 2016/17 wechselte er nach Israel zu Hapoel Haifa. Für Haifa kam er 13 Mal in der Ligat ha’Al zum Einsatz und erzielte dabei ein Tor.
Im März 2017 wechselte Jazvić wieder nach Rumänien und schloss sich dem CS Universitatea Craiova an. Für Craiova kam er zu acht Einsätzen. Zur Saison 2017/18 wechselte er nach Polen zu Arka Gdynia. Nach sieben torlosen Einsätzen in der Ekstraklasa wechselte er im Februar 2018 zum Zweitligisten Olimpia Grudziądz. Bis Saisonende absolvierte er elf Spiele in der 1. Liga und erzielte dabei vier Tore. Zu Saisonende musste er mit Grudziądz allerdings in die 2. Liga absteigen.
Nach dem Abstieg wechselte er zur Saison 2018/19 in sein Geburtsland Bosnien und Herzegowina zum Erstligisten FK Željezničar Sarajevo. Für den Hauptstadtverein kam er zu zehn Einsätzen in der Premijer Liga, ehe er in der Winterpause ein drittes Mal nach Rumänien wechselte und sich dem FC Hermannstadt anschloss. Bis Saisonende kam er zu 16 Einsätzen, ehe er den Verein nach Saisonende verließ.